# Elasmucha fieberi
Elasmucha fieberi  (лат.) — вид клопов из семейства древесных щитников. Питаются на берёзе, ольхе, лещине и др..
Длина тела имаго 7,5—9 мм. Представители данного вида отличаются от других представителей рода Elasmucha следующими эйдономическими признаками:
- парамеры у самцов прямые, с расходящимися вершинами;
- передняя генитальная пластинка у самок с почти угловидно изогнутым наружным краем и прямым базальным углом.